# Ragnarok (musikalbum)
Ragnarok är det färöiska viking metal/folk metal-bandet Týrs tredje studioalbum. Albumet utgavs september 2006 av skivbolaget Napalm Records. Ragnarok utgavs även i en digipak-utgåva med två bonusspår.

## Låtlista
1. "The Beginning" (instrumental) – 5:07
2. "The Hammer of Thor" – 6:39
3. "Envy" (instrumental) – 1:10
4. "Brother's Bane" – 5:00
5. "The Burning" (instrumental) – 1:56
6. "The Ride to Hel" – 6:12
7. "Torsteins kvæði" – 4:55
8. "Grímur á Miðalnesi" – 0:56
9. "Wings of Time" – 6:25
10. "The Rage of the Skullgaffer" (instrumental) – 2:01
11. "The Hunt" – 5:47
12. "Victory" (instrumental) – 0:58
13. "Lord of Lies" – 6:03
14. "Gjallarhornið" (instrumental) – 0:27
15. "Ragnarok" – 6:32
16. "The End" (instrumental) – 0:37

Bonusspår på digipak-utgåvan
1. "Valkyries Flight" (instrumental) – 2:03
2. "Valhalla" – 5:03

- Text: Heri Joensen (spår 2, 4, 6, 7, 9, 11, 13, 15, 18), Trad. (spår 7–9)
- Musik: Heri Joensen (spår 1–6, 9–11, 13–16), Gunnar Thomsen (spår 1, 15, 16), Terji Skibenæs (spår 10, 11), Trad. (spår 1–9, 11–13, 15–18)

## Medverkande
Musiker (Týr-medlemmar)
- Heri Joensen – gitarr, sång
- Gunnar Thomsen – basgitarr
- Kári Streymoy – trummor
- Terji Skibenæs – gitarr

Bidragande musiker
- Jacob Hansen – körsång
- Allan Streymoy – körsång

Andra medverkande
- Jacob Hansen –  ljudtekniker, ljudmix
- Heri Joensen – ljudmix
- Martin Pagaard Wolff – ljudtekniker
- Finnur Hansen – ljudtekniker
- Mortan Nolsøe – ljudtekniker
- Lenhert Kjeldsen – mastering
- Jan "Örkki" Yrlund – omslagsdesign, omslagskonst
- Bárður Eklund – foto